# Diversidad sexual en Libia
Las personas del colectivo LGBT+ en Libia se enfrentan a ciertos desafíos legales y sociales no experimentados por otros residentes. La criminalización de las relaciones sexuales consensuales entre personas del mismo sexo se mantuvo en las reformas del código penal en 1976, por otra parte, la diversidad sexual aun es un tema tabú en la sociedad libia, la cual es mayormente conservadora, por lo tanto, aun persiste la violencia, la discriminación y la persecución de las personas LGBT+ en el país.

## Aspectos legales
La mayor parte del territorio actual de Libia formó parte del Imperio Otomano hasta su partición tras la I Guerra Mundial. Existen numerosos testimonios homoeróticos de todo este período que indican que, aunque reprobada por las autoridades religiosas, la homosexualidad era una práctica común entre las élites políticas en el ámbito privado. En 1858, durante las reformas del Tanzimat, se aprobó el primer Código Penal, descriminalizando la homosexualidad en todo el territorio otomano.
Tras la disolución del Imperio otomano, Libia se convirtió en una colonia italiana hasta la II Guerra Mundial. Pasó entonces a ser una administración militar británica y francesa hasta la unificación de estos territorios y su independencia en 1951. En 1953 se aprobó el actual Código Penal libio, cuyos artículos 407 y 408 penalizan todas las prácticas sexuales fuera del matrimonio con hasta 5 años de prisión.

## Condiciones sociales

Bandera LGBTI sobre el mapa de Libia.

La mayoría de las personas LGBTI en Libia mantienen su identidad oculta por miedo a represalias. Tras la guerra civil de 2011 las condiciones de vida para las personas homosexuales han empeorado aún más, con una política que ha dado un giro ideológico hacia el conservadurismo religioso. En 2014 se creó Quzah (en árabe قـــزح, Arcoíris), una comunidad en línea para concienciar y luchar por los derechos de la diversidad sexual desde el anonimato.